# 帕克斯頓 (加利福尼亞州)
帕克斯頓（英語：Paxton）是位於美國加利福尼亞州普盧默斯縣的一個人口普查指定地區。

## 地理
帕克斯頓的座標為40°02′12″N 120°59′45″W / 40.03667°N 120.99583°W，而該地最高點為海拔高度905米（即2969英尺）。

## 人口
根據2010年美國人口普查的數據，帕克斯頓的面積為0.864平方千米，當中陸地面積為0.864平方千米，而水域面積為0.000平方千米。當地共有人口14人，而人口密度為每平方千米16人。